# Pionierskie osiedle wiejskie
Pionierskie osiedle wiejskie (ros. Пионерское сельское поселение) – rosyjska jednostka administracyjna (osiedle wiejskie) wchodząca w skład rejonu smoleńskiego w оbwodzie smoleńskim.
Centrum administracyjnym osiedla wiejskiego jest wieś (ros. деревня, trb. dieriewnia) Sanniki.

## Geografia
Powierzchnia osiedla wiejskiego wynosi 170,7 km², a jego głównymi rzekami są: Moszna, Soż i Upokoj.

## Historia
Osiedle powstało na mocy uchwały obwodu smoleńskiego z 28 grudnia 2004 r. (z późniejszymi zmianami w uchwale z dnia 29 kwietnia 2006 roku).

## Demografia
W 2010 roku osiedle wiejskie zamieszkiwało 1114 mieszkańców.

## Miejscowości
W skład jednostki administracyjnej wchodzą 22 wsie: Basino, Bolszoje Czerwonnoje, Bublejewszczina, Diemidowo, Głuchowo, Janowo, Jurczagi, Juroszki, Kriestowka, Łachtiejewo, Płoszczewo, Rusiłowo, Sanniki, Sielezniewszczina, Słoboda, Suszkowszczina, Tieliczeno, Trudiłowo, Szychowo, Upokoj, Wierbowo, Żarniewo.